# Bauhinia japonica
Bauhinia japonica är en ärtväxtart som beskrevs av Carl Maximowicz. Bauhinia japonica ingår i släktet Bauhinia och familjen ärtväxter. Inga underarter finns listade i Catalogue of Life.